# ماروین و تایگه
ماروین و تایگه (۱۹۸۳), یک فیلم درام آمریکایی به کارگردانی اریک وستون و فیلم‌نامه‌نویسی واندا دل است که براساس رمانی از ماروین (با بازی جان کاساوتیس) که یک دائم‌الخمر همسرمرده است و کارهایی دم‌دستی برای گذران عمر می‌کندو روزهای خوبی را پشت سر گذاشته است، ساخته شده است و جوانی به نام تایگه را که اندیشه‌های خودکشانه دارد ملاقات می‌کند.

## بازیگران
- جان کاساوتیس در نقش ماروین استوارت
- بیلی دی ویلیامز در نقش ریچارد دیویس
- جبران براون در نقش تایگه جکسون
- دنیس نیکولاس در نقش ونسا جکسون (در نقش دنیس نیکلاس-هیل)
- فی هاوزر در نقش برندا دیویس
- جرجیا آلن در نقش کَری کارتر